# What Hurts the Most
Singles de Cascada
Ready for Love
(2006) Last Christmas
(2007)
Pistes de Perfect Day
Runaway
What Hurts the Most est à l'origine une chanson country écrite par Jeffrey Steele et Steve Robson, et interprétée par Mark Wills sur son album And the Crowd Goes Wild de 2003.
Cependant, ce titre a été popularisé par le groupe country/pop Rascal Flatts en 2006.
Leur reprise s'est classée numéro 1 des charts country, et numéro 6 tous genres musicaux confondus.
En 2007, la chanson est reprise par le groupe de dance allemand Cascada. Elle est le premier extrait de leur second album Perfect Day. Le single a été premièrement commercialisé en Suède, se classant #5 des ventes.

## Clip vidéo

### Vidéo musicale
Le clip de "What Hurts the Most" a été tourné en juin 2007 à Los Angeles et est sorti le 24 janvier 2008 sur les marchés numériques américains.

### Version internationale
La vidéo s'ouvre avec Horler assise dans le salon d'un studio tenant une note disant "Je ne peux pas m'excuser". Elle passe à une scène, qui est entrecoupée tout au long de la vidéo, où Horler est vue en train de jouer devant un mur de briques éclairé. Lorsque le premier couplet commence, Horler quitte la pièce pour ouvrir la porte, permettant à ses amis d'entrer. Une amie voit la note et la déchire avec dégoût. D'autres amis sont entrés dans l'appartement et ont rapidement commencé à faire la fête. Une fois le refrain terminé, la vidéo se déplace vers un salon de tatouage, où Horler se fait tatouer. Alors que le deuxième refrain commence, elle est contre un mur, le cœur brisé, tandis que son ancien amour fait un geste vers le mur, essayant d'essayer de la contacter. Les scènes de la fête à la maison continuent de se dérouler tout au long du reste de la vidéo. Vers la fin du deuxième refrain, Horler est assise contre une brique blanche, le mascara coulant de ses yeux, ce qui laisse entendre qu'elle pleurait. Sur le mur se trouve une fenêtre dans laquelle l'intérêt amoureux semble frustré. Alors que la chanson approche du dernier refrain, la fête à la maison se termine avec les invités sortant de l'appartement de Horler. La vidéo se termine avec Horler ouvrant la porte pour voir son ancien amant, qui échange un sourire avec elle, et fermant la porte sur lui, partant avec un sourire sur son visage.

### Version américaine
Identique à la version internationale, mais la première minute de la vidéo montre Horler en train de chanter dans le salon. Alors que la chanson approche du refrain, Horler quitte la pièce et se dirige vers une pièce isolée où on la voit pleurer. Dans cette scène, il y a aussi une ouverture qui montre une image de l'ancien amant du protagoniste regardant dans l'ouverture. Une fois le refrain terminé, Horler s'assoit dans un salon de tatouage pendant que les artistes lui font un tatouage. On la voit ensuite assise contre un mur tandis que l'amoureux fait un geste vers l'autre côté, essayant de la rejoindre. Alors que la vidéo approche du refrain final, Horler est à une fête à la maison avec ses amis, semblant seule et le cœur brisé.

## Les singles

### France
- CD single (2007-2008)

1. What Hurts The Most (Radio Edit)
2. What Hurts The Most (Album Version)
3. What Hurts The Most (Spencer & Hill Remix)
4. What Hurts The Most (Yanou's Candlelight Mix)

## Classement des ventes
| Classement (2007-2008) | Meilleure position |
| ---------------------- | ------------------ |
| Allemagne              | 9                  |
| Autriche               | 3                  |
| Canada                 | 54                 |
| États-Unis             | 52                 |
| Finlande               | 18                 |
| France                 | 2                  |
| Hongrie                | 40                 |
| Irlande                | 6                  |
| Pays-Bas               | 23                 |
| Royaume-Uni            | 10                 |
| Slovaquie              | 85                 |
| Suède                  | 5                  |
| République tchèque     | 25                 |